# Jiangchuan, Guangdong
Jiangchuan (kinesiska: 江川) är en köping i sydöstra Kina. Den ligger i Fengkai härad i staden Zhaoqing i provinsen Guangdong, omkring 190 kilometer väster om provinshuvudstaden Guangzhou. Antalet invånare är 8 286. Befolkningen består av 3 967 kvinnor och 4 319 män. Barn under 15 år utgör 21,0 %, vuxna 15-64 år 64 %, och äldre över 65 år 13,0 %.